# Scott Levy
Scott Levy (nascido a 8 de Setembro de 1964 em Short Hills, New Jersey) é um wrestler profissional norte-americano, melhor conhecido pelo seu ring name, Raven, antigo campeão mundial de Pesos-Pesados da NWA. E atualmente trabalha na Total Nonstop Action desde 28 de maio de 2009 quando fez seu retorno à empresa.
Ele é três vezes World Champion, tendo ganhado o ECW World Heavyweight Championship em duas ocasiões e uma vez o NWA World Heavyweight Championship. É o recordista em número de reinados do WWF/WWE Hardcore Championship. Foi o primeiro a ganhar títulos nas maiores federações da década: WWE, World Championship Wrestling, Extreme Championship Wrestling, and Total Nonstop Action Wrestling.
Levy também criou  novos tipos de lutas, como a Clockwork Orange House of Fun match, a Raven's Rules match, e a  Hangman's Horror match.

## Carreira no wrestling
- World Championship Wrestling (1992-1993)
- World Wrestling Federation (1993-1994)
- Extreme Championship Wrestling (1995-1997)
- Retorno a World Championship Wrestling (1997-1999)
- Retorno a Extreme Championship Wrestling (1999-2000)
- Retorno a World Wrestling Entertainment/Federation (2000-2003)
- Total Nonstop Action Wrestling (2003-2008)
- Circuito independente (2008-2010)
- Retorno a Total Nonstop Action Wrestling (2009-2010)

## Títulos e prêmios
- Australian Wrestling Federation
  - AWF Australasian Heavyweight Championship (1 vez)
- High Risk Pro Wrestling
  - HRPW Heavyweight Championship (1 vez)
- Champions With Attitude
  - CWA Heavyweight Championship (1 vez)
- Extreme Championship Wrestling
  - ECW World Heavyweight Championship (2 vezes)[2][3][4][5][6]
  - ECW World Tag Team Championship (4 vezes) – com Stevie Richards (2), Tommy Dreamer (1) e Mike Awesome (1) [7][8][9][10][11]
- Extreme Wrestling Federation
  - EWF Heavyweight Championship (1 vez)
- Heartland Wrestling Association
  - HWA Tag Team Championship (1 vez) – com Hugh Morrus [12][13][14]
- Mid-Eastern Wrestling Federation
  - MEWF Mid-Atlantic Heavyweight Championship (1 vez)[15]
- National Wrestling Federation
  - NWF Heavyweight Championship (1 vez)[16]
- NWA Midwest
  - NWA Central States Heavyweight Championship (1 vez)[17][18]
- Pacific Northwest Wrestling
  - NWA Pacific Northwest Heavyweight Championship (3 vezes)[19][20]
  - NWA Pacific Northwest Tag Team Championship (3 vezes) – com Top Gun (1), The Grappler (1) e Steve Doll (1)[21][22]
  - NWA Pacific Northwest Television Championship (1 vez)[23][24]
- Peach State Wrestling
  - PSW Cordele City Heavyweight Championship (1 vez)
- Pro-Pain Pro Wrestling
  - 3PW Heavyweight Championship (1 vez)[25][26][27]
- Total Nonstop Action Wrestling
  - NWA World Heavyweight Championship (1 vez)[28][29][30][31]
  - King of the Mountain (2005)[32][33]
- United States Extreme Wrestling
  - UXW Heavyweight Championship (5 vezes)[34][35]
- United States Wrestling Association
  - USWA World Tag Team Championship (2 vezes) – com Brian Christopher[36][37][38]
- USA Pro Wrestling
  - USA PRO Championship (1 vez)[39]
- World Championship Wrestling
  - WCW Light Heavyweight Championship (1 vez)[40][41][42]
  - WCW United States Heavyweight Championship (1 vez)[43][44][45][46]
  - WCW World Tag Team Championship (1 vez) – com Perry Saturn[47][48][49][50]
- World Wrestling Federation
  - WWF/E Hardcore Championship (27 vezes) (Maior vencedor)[51][52][53][53][54]